# Henri Lopès
Henri Lopès (ur. 12 września 1937 w Kinszasie, zm. 2 listopada 2023 w Suresnes) – kongijski pisarz francuskojęzyczny, dyplomata i polityk, minister oświaty (1968–1971) i spraw wewnętrznych (1971–1973), premier rządu Konga-Brazzaville od 28 lipca 1973 do 18 grudnia 1975 z ramienia Kongijskiej Partii Pracy (PCT), minister finansów w latach 1977–1980.
Pisał realistyczne powieści i opowiadania. Autor Les Trois Glorieuses – hymnu państwowego Ludowej Republiki Konga w latach 1970–1991.